# Anton Josef Gruscha
Anton Josef Gruscha (Vienna, 3 novembre 1820 – Kirchberg am Wechsel, 5 agosto 1911) è stato un cardinale e arcivescovo cattolico austriaco.

## Biografia
Nacque a Vienna il 3 novembre 1820.
Papa Leone XIII lo elevò al rango di cardinale nel concistoro del 1º giugno 1891.
Partecipò al conclave del 1903 che elesse Pio X.
Nel 1910 fu il destinatario dell'epistola Grate cognovimus di papa Pio X.
Morì il 5 agosto 1911 all'età di 90 anni.

## Genealogia episcopale e successione apostolica
La genealogia episcopale è:
- Cardinale Scipione Rebiba
- Cardinale Giulio Antonio Santori
- Cardinale Girolamo Bernerio, O.P.
- Arcivescovo Galeazzo Sanvitale
- Cardinale Ludovico Ludovisi
- Cardinale Luigi Caetani
- Cardinale Ulderico Carpegna
- Cardinale Paluzzo Paluzzi Altieri degli Albertoni
- Papa Benedetto XIII
- Papa Benedetto XIV
- Papa Clemente XIII
- Cardinale Giovanni Battista Caprara Montecuccoli
- Vescovo Dionys von Rost
- Vescovo Karl Franz von Lodron
- Vescovo Bernhard Galura
- Vescovo Giovanni Nepomuceno de Tschiderer
- Cardinale Friedrich Johann Joseph Cölestin von Schwarzenberg
- Cardinale Joseph Othmar von Rauscher
- Cardinale Johann Baptist Rudolf Kutschker
- Cardinale Anton Josef Gruscha

La successione apostolica è:
- Vescovo Johannes Baptist Rößler (1894)
- Vescovo Johann Baptist Schneider (1896)